# Kuusivaara (kulle i Finland, Lappland, Rovaniemi, lat 66,87, long 25,82)
Kuusivaara är en kulle i Finland. Den ligger i Rovaniemi i landskapet Lappland, i den norra delen av landet, 700 km norr om huvudstaden Helsingfors. Toppen på Kuusivaara är 180 meter över havet.
Terrängen runt Kuusivaara är platt. Runt Kuusivaara är det mycket glesbefolkat, med 2 invånare per kvadratkilometer. Det finns inga samhällen i närheten. 